# La vie commence
Pour plus de détails, voir Fiche technique et Distribution.
La vie commence (Life Begins) est un film américain réalisé par James Flood et Elliott Nugent en 1932, pour la First National Pictures (filiale de la Warner Bros. Pictures).

## Fiche technique
- Titre original : Life Begins
- Titre français : La vie commence
- Réalisation : James Flood et Elliott Nugent
- Scénario : Earl Baldwin d'après une pièce de Mary M. Axelson
- Production : Darryl F. Zanuck
- Studio de production : First National Pictures
- Distribution : Warner Bros.
- Photo : James Van Trees
- Montage : George Marks
- Direction artistique : Esdras Hartley (en)
- Costumes : Orry-Kelly
- Pays de production : américain
- Genre : Drame
- Format : Noir et blanc - 35 mm - 1,37:1 - Son : Mono
- Durée : 71 min.
- Dates de sortie :
  - États-Unis : 4 septembre 1932 (première à New York)
  - États-Unis : 10 septembre 1932 (sortie nationale)
  - France : 9 juin 1933

## Distribution
- Loretta Young : Grace Sutton
- Eric Linden : Jed Sutton
- Aline MacMahon : Mlle Bowers, l'infirmière en chef
- Glenda Farrell : Florette Darien
- Clara Blandick : Mme West
- Preston Foster : Dr Brett
- Frank McHugh : Ringer Banks
- Walter Walker : Dr Tubby
- Hale Hamilton : Dr Cramm
- Vivienne Osborne : Mme McGilvary
- Dorothy Peterson : Une patiente

Acteurs non crédités :
- Don Douglas : Étudiant en médecine
- Paul Fix : Un père nerveux
- Gilbert Roland : Tony, le mari de Rita